# Osdorp Posse
I Osdorp Posse sono un gruppo Rap proveniente da Amsterdam.

## Storia
Il gruppo viene fondato nel 1989 ma pubblicarono il loro album di debutto, Osdorp Stijl solo nel 1992. Nel 1996, con la band Nembrionic pubblicano un album Rap metal, Briljant, Hard en Geslepen. Nel 2009, il gruppo realizza l'ultimo tour per poi scogliersi definitivamente.

## Discografia
- Osdorp Stijl (1992)
- Roffer dan Ooit (1992)
- Vlijmscherp (1993)
- Afslag Osdorp (1995)
- Briljant, Hard en Geslepen (1996)
- Geendagsvlieg (1997)
- Oud & Nieuw (1998)
- Kernramp (2000)
- Tegenstrijd (2003)
- Hollandse Hardcore Hiphop Helden (2005)
- The World Might Suck (2008)
- Afslag Osdorp (2009)
- 2 Decennia (2009)
- OsdorpPosse Top 100 (2012)